# D. Brown (Mondkrater)
D. Brown ist ein Einschlagkrater auf der Mondrückseite.

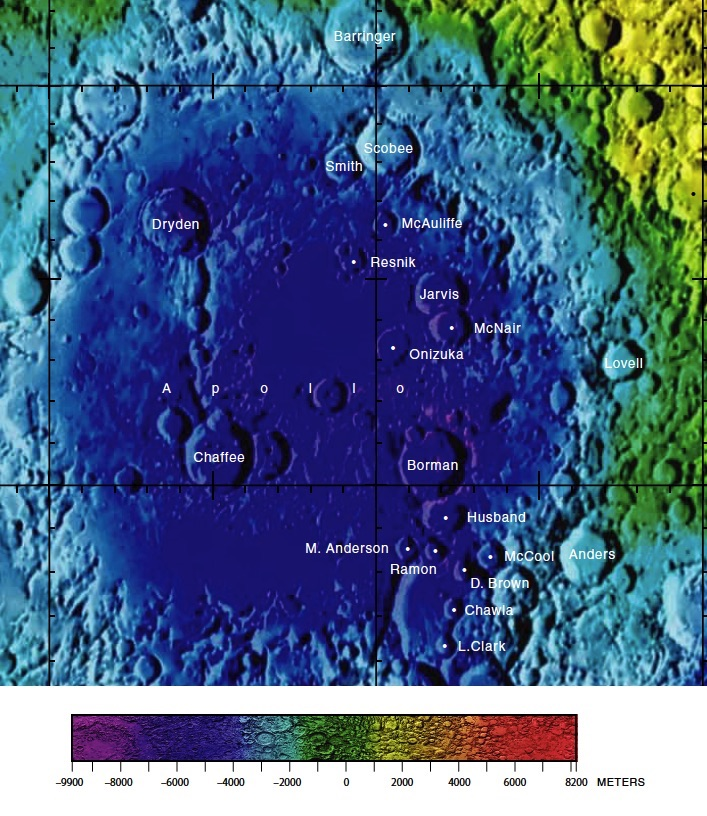
Topographische Karte des Apollo-Kraters, D. Brown im rechten, unteren Bildteil

Der Krater D. Brown befindet sich im südöstlichen Inneren des riesigen Kraters Apollo, inmitten des von Ramon, McCool und Chawla gebildeten Dreiecks. 
Bei einem Durchmesser von 16,12 km gibt es zwischen Kraterwall und Kraterboden einen Höhenunterschied von 2,41 km.
Der Krater wurde 2006 von der IAU offiziell nach dem US-amerikanischen Astronauten David McDowell Brown benannt. Dieser gehörte zur siebenköpfigen Crew der 2003 verunglückten Columbia-Mission STS-107, deren Mitglieder alle Namensgeber für Krater im Inneren von Apollo sind.

## Hinweis
Es gibt auch einen anderen Mondkrater Brown, der nach dem US-amerikanischen Astronomen Ernest William Brown benannt ist. Hier könnte eine Verwechselungsgefahr mit dessen Nebenkrater Brown D bestehen.